# Javorník (Olomouc)
Javorník (in tedesco Jauernig) è una città della Repubblica Ceca facente parte del distretto di Jeseník, nella regione di Olomouc.
Javorník è una delle città appartenenti alla regione storica della Slesia, un tempo entro i confini dell'Impero austriaco e oggi parte della Repubblica Ceca.

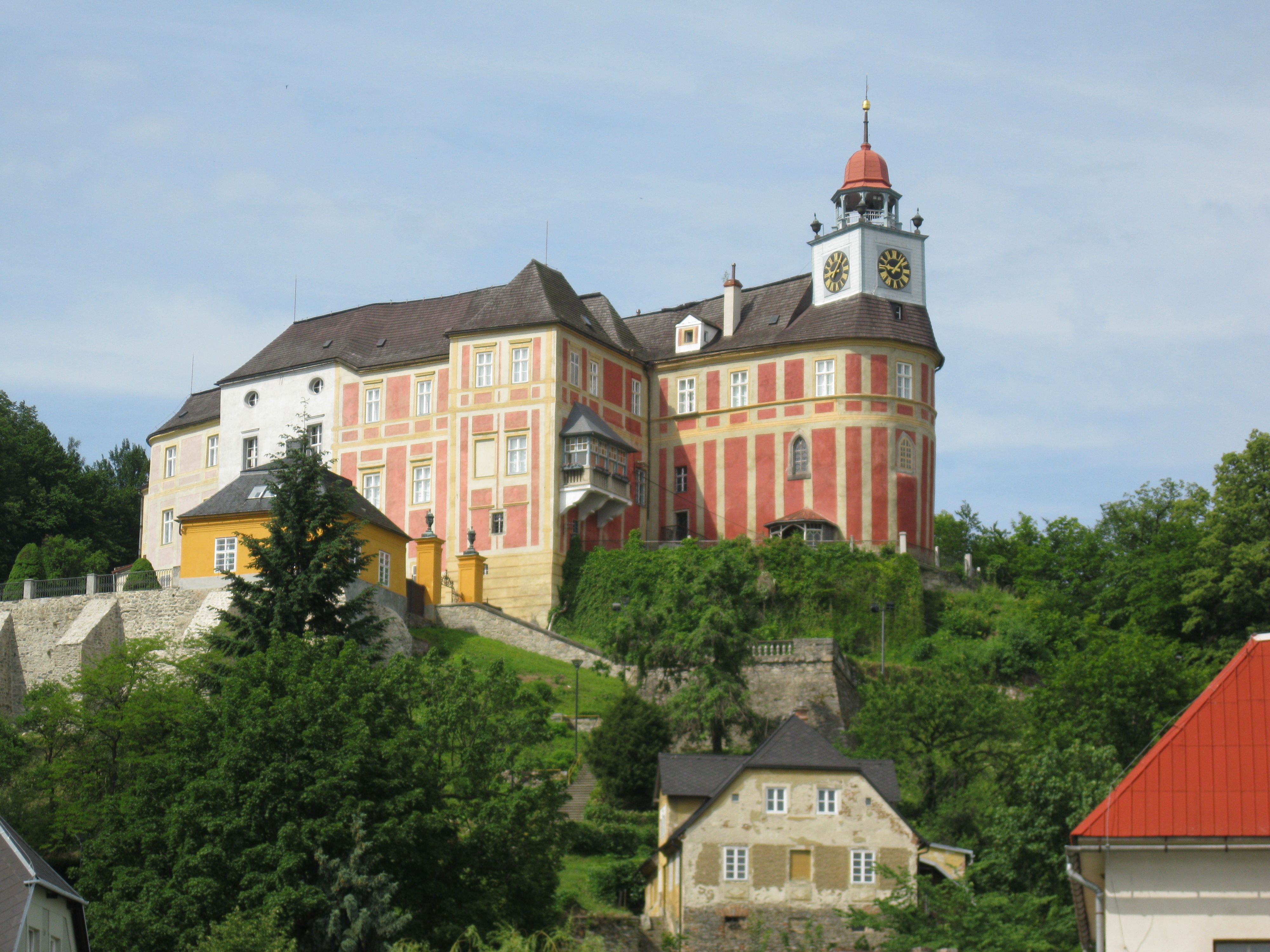
Jánský Vrch

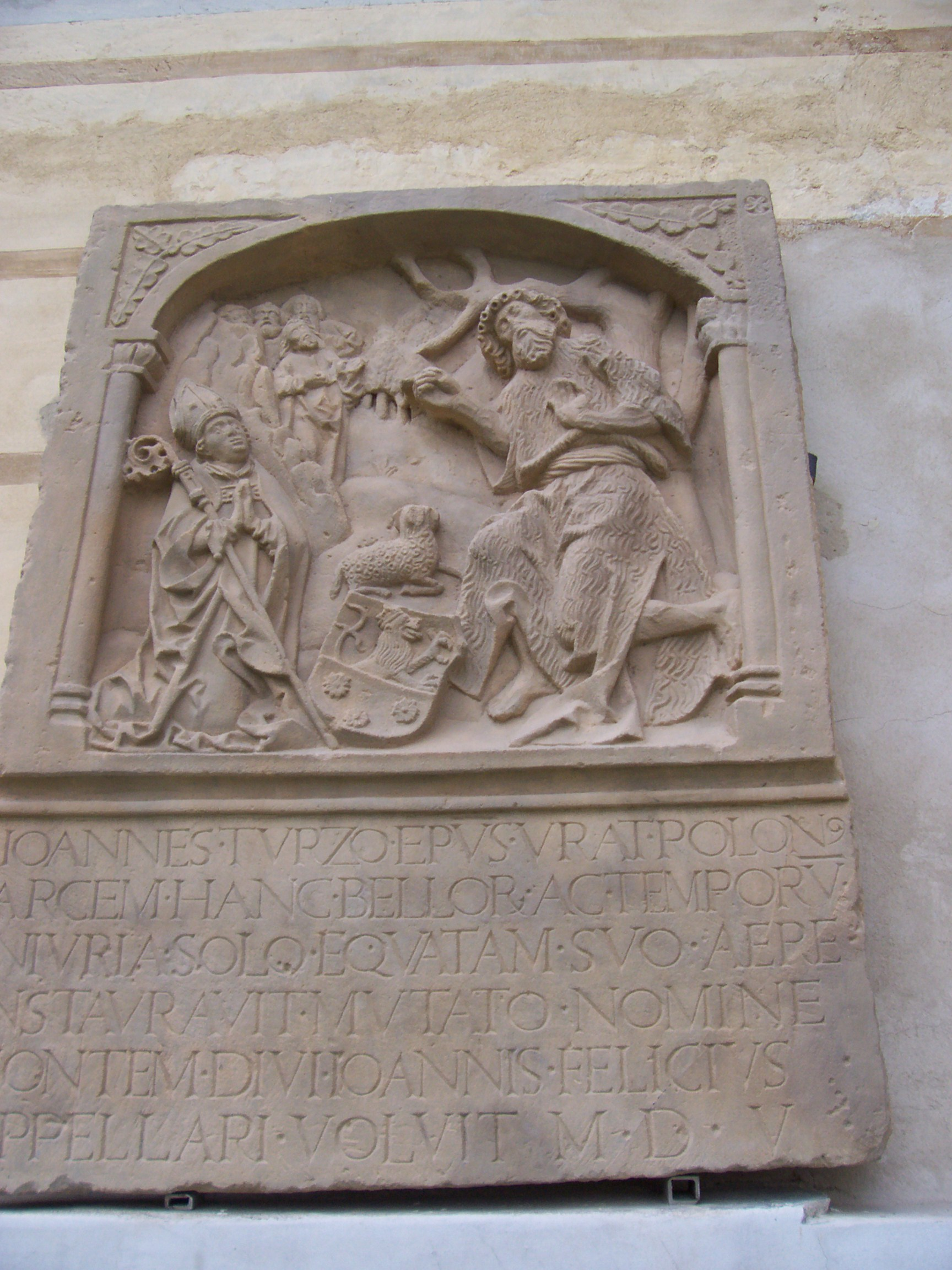
Bassorilievo con il vescovo Jan Turzo e san Giovanni Battista

## Il castello di Jánský Vrch
Il castello di Jánský Vrch (in tedesco Schloß Johannisberg) è una fortezza medievale, documentata come proprietà del duca Bernard Svídnický già nel 1307.